# SRWare Iron
SRWare Iron là một trình duyệt web dựa trên Chromium được phát triển bởi công ty SRWare của Đức. Nó chủ yếu nhằm mục đích loại bỏ việc theo dõi quá trình sử dụng và quyền riêng tư khác mà trình duyệt Google Chrome đang có. SRWare Iron cung cấp một số tùy chọn về quyền riêng tư của Chromium được bật theo mặc định. Nó còn cung cấp một số tính năng bổ sung để phân biệt với Google Chrome.

## Lịch sử phát triển
SRWare Iron được phát hành lần đầu tiên ở phiên bản beta vào ngày 18 tháng 9 năm 2008, 16 ngày sau bản phát hành đầu tiên của Google Chrome.
Vào ngày 26 tháng 5 năm 2009, một bản xem trước (Pre-Alpha) của SRWare Iron đã được phát hành trên Linux. Và vào ngày 7 tháng 1 năm 2010, một phiên bản beta cho macOS đã được phát hành.
Vào ngày 11 tháng 8 năm 2010, Microsoft đã cập nhật trang web BrowserChoice.eu nhằm đưa SRWare Iron vào làm một trong những lựa chọn các trình duyệt trong số đó.
Nhiều phiên bản của SRWare Iron đã được phát hành kể từ đó, đã đáp ứng được các tính năng của nền tảng mã Chromium cơ bản, bao gồm hỗ trợ chủ đề Google Chrome, chuyển đổi hồ sơ người dùng, hệ thống các tiện ích mở rộng, trình chặn quảng cáo tích hợp và cải thiện hỗ trợ Linux.

## Những điểm khác biệt so với Chrome
Các tính năng sau của Google Chrome không có trong SRWare Iron:
- Số nhận dạng RLZ, một chuỗi được mã hóa được gửi đi cùng với tất cả các truy vấn tới Google[15].
- Trang Google Tìm kiếm khởi động cùng với người dùng và Google là công cụ tìm kiếm mặc định[15][16].
- Các trang bị lỗi do Google lưu trữ khi máy chủ không tồn tại.
- Cài đặt Trình cập nhật Google tự động.
- DNS Prefetch[17], vì nó có thể bị những kẻ gửi thư rác sử dụng[18][19][20].
- Đề xuất tìm kiếm tự động trên thanh địa chỉ.
- Được lựa chọn cho phép gửi thống kê sử dụng trình duyệt và thông tin sự cố cho Google.
- Google Native Client[21].

Các tính năng được bổ sung bao gồm:
- Một trình chặn quảng cáo.
- Chuyển đổi hồ sơ người dùng.
- Cho phép chặn các tiện ích mở rộng, danh sách đen GPU và các bản cập nhật thu hồi chứng chỉ[22].
- Tăng số lượng các trang gần đây hiển thị ở trang Tab mới.

## Sự chỉ trích
Vào tháng 12 năm 2014, Lifehacker đã nói rằng SRWare Iron cung cấp rất ít những thứ không có sẵn bằng cách định lại cấu hình cài đặt quyền riêng tư của Google Chrome. Tuy nhiên, the_simple_computer đã viết rằng SRWare Iron loại bỏ Google Native Client, các trang bị lỗi và điều hướng tùy chỉnh của Google cũng như các tính năng tương tự khác.
Vào tháng 10 năm 2014, the_simple_computer đã viết rằng mặc dù SRWare Iron được phát hành theo giấy phép BSD, mã nguồn mới nhất có sẵn công khai vào thời điểm đó vẫn chưa hoàn chỉnh và dành cho phiên bản 6, mặc dù các mã nhị phân đã ở phiên bản 14, mã nguồn đã được chuyển sang RapidShare vào năm 2013, với quyền truy cập bên ngoài bị chặn, khiến chương trình trở thành "nguồn hoàn toàn đóng". Vào cùng năm đó, Lifehacker đã viết rằng SRWare đã không phát hành mã nguồn của trình duyệt trong nhiều năm. Vào năm 2015, SRWare tạm thời tiếp tục phát hành mã nguồn cho trình duyệt.